# 花岡太郎
花岡太郎（はなおか たろう、1929年9月17日-　）は、日本の作家、文筆家。

## 経歴
大連生まれ、本名は信衛。熊本県立済々黌高等学校卒業、1950年鎌倉アカデミア文学科卒業。1952年に『新潮』で「表通り」（花岡信衛）を発表して文筆生活に入る。
息子は春風亭小朝。父の静一郎は土建業者で、乃木坂に花岡アパートを建て、太郎が家主時代に永六輔、大竹省二らが居住した。

## 著書
- 『ヨーロッパぷれい・はんと』三一新書 1966
- 『プレイボーイのための恋愛術 女性攻略のクールな作戦』双葉新書 1967
- 『レッツゴー・ガールハント キミも一線級になれる!』日刊スポーツ出版社 1967
- 『麻雀の弱い男はダメな奴 勝負と人生に打ち勝つ本』ワールドフォトプレス 1976
- 『花岡の麻雀テンパイみやぶり作戦』池田書店 ドゥ・ブックス 1977
- 『花岡の麻雀勝率七割の打ち方』池田書店 ドゥ・ブックス 1978
- 『リーチ・一発裏ドラ麻雀必勝法 トップ取り麻雀の打ち方』永岡書店 実用百科シリーズ 1981
- 『最新世界オトコの旅』三天書房 1982
- 『花岡の一発マージャン必勝法』池田書店 ドゥ・ブックス 1983